# ЛГБТ+ заједница
ЛГБТ+ заједница (позната и као ЛГБТ заједница, ЛГБТК заједница, ГЛБТ заједница, геј заједница или квир заједница) је лабаво дефинисана група лезбијки, гејева, бисексуалаца, трансродних и других квир појединаца уједињених заједничком културом и друштвеним покретима. Ове заједнице углавном славе понос, различитост, индивидуалност и сексуалност.
ЛГБТ+ активисти и социолози виде изградњу ЛГБТ+ заједнице као противтежу хетеросексизму, хомофобији, бифобији, трансфобији, сексуализму и конформистичким притисцима који постоје у ширем друштву. Термин понос или понекад геј понос изражава идентитет и колективну снагу ЛГБТ+ заједнице; параде поноса пружају и одличан пример употребе и демонстрацију општег значења термина. ЛГБТ+ заједница је разнолика по политичком опредељењу. Не сматрају се сви људи који су лезбијке, геј, бисексуалци или трансродне особе део ЛГБТ+ заједнице.
Групе које се могу сматрати делом ЛГБТ+ заједнице укључују геј села, организације за права ЛГБТ+, групе ЛГБТ+ запослених у компанијама, ЛГБТ+ студентске групе у школама и на универзитетима и верске групе које афирмишу ЛГБТ.
ЛГБТ+ заједнице се могу организовати или подржавати покрете за грађанска права који промовишу ЛГБТ+ права на различитим местима широм света. Истовремено, познате личности високог профила у ширем друштву могу пружити снажну подршку овим организацијама на одређеним локацијама; на пример, ЛГБТ+ заговорница и певачица Мадона је изјавила: „Замолили су ме да наступам на многим догађајима поноса широм света — али никада, никада не бих одбила Њујорк.”

## Терминологија
ЛГБТ, или ГЛБТ, је иницијализам који означава лезбијке, геј, бисексуалце и трансродне особе. У употреби од 1990-их, термин је адаптација иницијализма ЛГБ, који је коришћен да замени термин геј - када се односи на заједницу у целини - почевши отприлике од средине до краја 1980-их. Иако је покрет одувек укључивао све ЛГБТ+ особе, уједињујући термин од једне речи од 1950-их до раних 1980-их био је геј (погледајте Ослобођење хомосексуалаца ). Касније су многе групе прошириле овај термин на лезбијке, геј, бисексуалце, трансродне особе, како би био инклузивнији и репрезентативнији и постаје ЛГБТ. Крајем осамдесетих и раних деведесетих, квир је такође био враћен као алтернатива од једне речи за све дужи низ иницијала, посебно када су га користиле радикалне политичке групе.
Иницијализам ЛГБТ, као и уобичајене варијанте као што је ЛГБТК, усвојени су у мејнстриму 1990-их као кровни термин који се користи када се означавају теме о сексуалности и родном идентитету. На пример, Пројекат унапређења ЛГБТ покрета назвао је друштвене центре, који имају услуге специфичне за те чланове ЛГБТ+ заједнице, „центрима ЛГБТ+ заједнице“ у свеобухватним студијама таквих центара широм Сједињених Држава.
Иницијализам ЛГБТ има за циљ да нагласи разноликост култура заснованих на сексуалности и родном идентитету. Може се односити на свакога ко није хетеросексуалан или не- цисродан, уместо искључиво на људе који су лезбијке, геј, бисексуалне или трансродне особе. Препознајте ову инклузију као популарну варијанту која додаје слово К за оне који се идентификују као квир или доводе у питање свој сексуални идентитет; ЛГБТК се снима од 1996.

## Симболи
Геј заједница се често повезује са одређеним симболима, посебно са дугом или дугиним заставама. Грчки ламбда симбол („Л“ за енгл. Liberty), троуглови, траке и родни симболи се такође користе као симбол „прихватања хомосексуалаца“. Постоји много врста застава које представљају поделе у геј заједници, али најчешће препозната је застава дуге. Према Гилберту Бакеру, творцу опште познате заставе дуге, свака боја представља вредност у заједници:
- розе = сексуалност
- црвена = живот
- наранџа = исцељење
- жута = сунце
- зелено = природа
- плава = уметност
- индиго = хармонија
- љубичица = дух

Касније су розе и индиго уклоњени са заставе, што је резултирало данашњом заставом која је први пут представљена на Паради поноса 1979. године. Остале заставе укључују заставу победе над АИДС-ом, заставу кожног поноса и бер заставу.
Ламбда симбол је првобитно усвојила Алијанса геј активиста Њујорка 1970. године након што су се одвојили од већег Фронта за ослобођење хомосексуалаца. Ламбда је изабрана јер би је људи могли помешати са симболом колеџа и не препознати је као симбол геј заједнице осим ако неко није стварно укључен у заједницу. „У децембру 1974. године, ламбда је званично проглашена међународним симболом за геј и лезбијска права од стране Међународног конгреса за права хомосексуалаца у Единбургу, у Шкотској.
Троугао је постао симбол геј заједнице након Холокауста. Не само да је представљао Јевреје, већ и хомосексуалце који су убијени због немачког закона. Током Холокауста, хомосексуалци су били означени ружичастим троугловима да би се разликовали између њих, Јевреја, редовних затвореника и политичких затвореника. Црни троугао је на сличан начин симбол за жене, али је представљао лезбијско сестринство.
Ружичасти и жути троугао коришћени су за означавање јеврејских хомосексуалаца. Родни симболи имају много дужу листу варијација хомосексуалних или бисексуалних веза које су јасно препознатљиве, али можда нису толико популарне као други симболи. Други симболи који се односе на геј заједницу или геј понос укључују траку за подизање свести о самоубиствима геј тинејџера, траку за свест о АИДС-у, лабрије и љубичастог носорога.
У јесен 1995. године, Кампања за људска права усвојила је лого (жути знак једнакости на тамноплавом квадрату) који је постао један од најпрепознатљивијих симбола лезбијске, геј, бисексуалне и трансродне заједнице. Лого се може приметити широм света и постао је синоним за борбу за једнака права ЛГБТ+ особа.
Једна од најзначајнијих недавних промена направљена је у Филаделфији, Пенсилванији, 8. јуна 2017. Додате су две нове траке традиционалној ЛГБТ+ застави, једна црна и једна браон. Оне имају за циљ да истакну не-беле припаднике ЛГБТ+ заједнице.

## Људска и законска права
ЛГБТ+ заједница коју представља друштвена компонента глобалне заједнице за коју многи, укључујући хетеросексуалне савезнике, верују да је недовољно заступљена у области грађанских права. Тренутну борбу геј заједнице у великој мери је изазвала глобализација. У Сједињеним Државама, Други светски рат је окупио многе затворене сеоске мушкарце из целе нације и изложио их прогресивнијим ставовима у деловима Европе. По повратку кући након рата, многи од ових мушкараца одлучили су да се удруже у градовима радије него да се врате у своје мале градове. Младе заједнице ће ускоро постати политичке на почетку покрета за права хомосексуалаца, укључујући монументалне инциденте на местима као што је Стоунвол. Данас многи велики градови имају геј и лезбијске заједнице. Многи универзитети и колеџи широм света имају центре за подршку ЛГБТ+ студентима. Кампања за људска права, Ламбда Легал, Фондација оснаживања духа, и ГЛААД залажу се за ЛГБТ+ особе по широком спектру питања у Сједињеним Државама. У Србији постоје Лабрис и Да се зна!. Постоји и Међународно удружење лезбијки и хомосексуалаца. Године 1947, када је Уједињено Краљевство усвојило Универзалну декларацију о људским правима (УДХР), ЛГБТ+ активисти су се држали њеног концепта једнаких, неотуђивих права за све људе, без обзира на њихову расу, пол или сексуалну оријентацију. Декларација не помиње изричито права хомосексуалаца, али говори о једнакости и слободи од дискриминације. Године 1962. Кларк Полак се придружио Друштву Јанус у Филаделфији, у Пенсилванији. Само годину дана касније постао је председник организације. Године 1968. најавио је да ће Друштво променити име у Хомосексуално друштво за реформу закона; „Хомосексуалци су сада вољни да лете под својим бојама“ (Стјуарт, 1968).

### Истополни бракови
У неким деловима света, партнерска права или брак су проширени на истополне парове. Заговорници истополних бракова наводе низ бенефиција које су ускраћене особама које не могу да ступе у брак, укључујући имиграцију, здравствену заштиту, наследство и имовинска права, и друге породичне обавезе и заштиту, као разлоге зашто брак треба проширити на истополне парове. Противници истополних бракова унутар геј заједнице тврде да борба за постизање ових бенефиција кроз проширење брачних права на истополне парове приватизује бенефиције (нпр. здравствену заштиту) које би требало да буду доступне људима без обзира на статус њихове везе. Они даље тврде да покрет за истополне бракове унутар геј заједнице дискриминише породице које се састоје од три или више интимних партнера. Противљење покрету истополних бракова унутар геј заједнице не треба мешати са противљењем изван те заједнице.

## Медији
Савремена лезбијска и геј заједница заузима све веће и комплексније место у америчким и западноевропским медијима. Лезбијке и геј мушкарци се често нетачно приказују на телевизији, у филмовима и другим медијима. Цела заједница се често приказује као веома стереотипна, нпр. да су геј мушкарци веома китњасти и смели. Као и друге мањинске групе, ове карикатуре имају за циљ да исмеју ову маргинализовану групу.
Тренутно постоји широко распрострањена забрана референци на ЛГБТ+ заједницу у забави за децу, а када се референце ипак појаве, оне готово увек изазивају контроверзу. Године 1997, када је америчка комичарка Елен Деџенерес изашла из ормара на свом популарном ситкому, многи спонзори, као што је ланац брзе хране Wendy's, повукли су своје рекламе. Такође, део медија је покушао да укључи и јавно прихвати геј заједницу путем телевизијских емисија као што су Вил и Грејс или Queer Eye for the Straight Guy. Овај повећани публицитет одражава Цоминг оут покрет ЛГБТ+ заједнице. Како је излазило више познатих личности, развијало се више емисија, као што је емисија Тхе Л Ворд из 2004. Ови прикази ЛГБТ+ заједнице били су контроверзни, али корисни за заједницу. Повећање видљивости ЛГБТ+ особа омогућило је ЛГБТ+ заједници да се уједини да организује и захтева промене, а такође је инспирисало многе ЛГБТ+ особе да изађу.
Ипак и у скорије време, референце на ЛГБТ+ теме изазивају контроверзу. 2022, компанија Дизни је дошла на мету критика конзервативаца пошто се филму Баз Светлосни појављује пољубац између две жене, а у серијалу Бејмакс (енгл. Baymax) се појављује трансмаскулина особа која носи мајцу у транс бојама у продавници у одељку са тампонима кад Бејмакс затражи помоћ пролазнице да изабере најбоље тампоне.Peters, Fletcher (2022-06-29). „A Trans Character Buys Menstrual Pads in Disney Kids’ Series ‘Baymax’”. thedailybeast.com. Приступљено 2022-06-30.
У свету, геј особе се често користе као симбол друштвене декаденције од стране религиозних организација и других организација као што је Фокус на породицу. Многе ЛГБТ+ организације постоје да представљају и бране геј заједницу. На пример, Савез хомосексуалаца и лезбијки против клевете (ГЛААД) у Сједињеним Државама и Стоунвол у Уједињеном Краљевству раде са медијима како би помогли у приказивању поштених и тачних слика геј заједнице.
Како се компаније све више рекламирају геј заједници, ЛГБТ+ активисти користе рекламне слогане да промовишу ставове геј заједнице. Субару је пласирао свој Форестер и Оутбацк са слоганом „Није избор. То је начин на који смо направљени“, који је касније коришћен у осам америчких градова на улицама или на догађајима за права хомосексуалаца.

### Друштвене мреже
Друштвени медији се често користе као платформа за окупљање ЛГБТ+ заједнице и дељење ресурса. Претраживачи и сајтови за друштвене мреже пружају бројне могућности ЛГБТ+ особама да се повежу једни са другима; осим тога, они играју кључну улогу у креирању идентитета и самопрезентацији. Сајтови друштвених мрежа омогућавају изградњу заједнице као и анонимност, омогућавајући људима да се ангажују онолико или колико год желе. Различите платформе друштвених медија, укључујући Фејсбук, Тик-ток, Тамблр, Твитер и Јутјуб, имају различите повезане публике, могућности и норме. Ове различите платформе омогућавају већу инклузивност јер чланови ЛГБТ+ заједнице имају право да одлуче где да се ангажују и како да се представе. Постојање ЛГБТ+ заједнице и дискурса на платформама друштвених медија је од суштинског значаја да би се пореметила репродукција хегемонистичке цис-хетеронормативности и представљала широка лепеза идентитета који постоје.
Пре забране садржаја за одрасле 2018. године, Тамблр је био платформа јединствено погодна за дељење транс прича и изградњу заједнице. Мејнстрим платформе друштвених медија као што је Тик-ток такође су биле корисне за транс заједницу стварајући просторе за људе да деле ресурсе и приче о транзицији, нормализујући транс идентитет. Утврђено је да је приступ ЛГБТ+ садржају, вршњацима и заједници на претраживачима и сајтовима друштвених мрежа омогућио прихватање идентитета и понос ЛГБТ+ појединаца.
Алгоритми и критеријуми за процену контролишу који садржај се препоручује корисницима на претраживачима и друштвеним мрежама. Они могу репродуковати стигматизирајуће дискурсе који су доминантни у друштву и резултирати негативним утицајем на ЛГБТ самоперцепцију. Алгоритми друштвених медија имају значајан утицај на формирање ЛГБТ заједнице и културе. Алгоритамско искључење се дешава када су праксе искључивања појачане алгоритмима широм технолошких пејзажа, што директно резултира искључивањем маргинализованих идентитета. Искључивање ових репрезентација идентитета узрокује несигурност идентитета за ЛГБТ особе, док додатно одржава цис-хетеронормативни дискурс идентитета. ЛГБТ корисници и савезници пронашли су методе за подметање алгоритама који могу да потисну садржај како би наставили да граде ове онлајн заједнице.

## Куповна моћ
Према Witeck-Combs Communications, Inc. и Marketresearch.com, куповна моћ хомосексуалаца и лезбијки у Сједињеним Државама у 2006. била је приближно 660 милијарди долара и тада се очекивало да ће премашити 835 милијарди долара до 2011. Хомосексуални потрошачи могу бити веома лојални одређеним брендовима, желећи да подрже компаније које подржавају геј заједницу и такође обезбеде једнака права ЛГБТ+ радницима. У Уједињеном Краљевству, ова куповна моћ се понекад скраћује на „ружичаста фунта “.
Према чланку Џејмса Хипса, ЛГБТ+ Американци су склонији да траже компаније које им се оглашавају и спремни су да плате више цене за врхунске производе и услуге. Ово се може приписати средњем приходу домаћинства у поређењу са истополним паровима и паровима супротног пола. „...студије показују да је дупло већа вероватноћа да ће ЛГБТ+ Американци завршити факултет, двоструко већа вероватноћа да ће имати индивидуални приход већи од 60000 долара и двоструко већа вероватноћа да ће имати приход домаћинства од 250000 долара или више.

### Конзумеризам
Иако многи тврде да је ЛГБТ+ заједница богатија у поређењу са хетеросексуалним потрошачима, истраживања су то показала нетачним. Међутим, ЛГБТ заједница је и даље важан сегмент демографије потрошача због потрошачке моћи и лојалности брендовима које имају. Witeck-Combs Communications је проценила куповну моћ одраслих ЛГБТ+ особа на 830 милијарди долара за 2013. Истополна партнерска домаћинства троше нешто више од просечног дома сваки пут кад иду у куповину. Али, они такође иду у куповину више пута у поређењу са не-ЛГБТ+ домаћинствима. У просеку, разлика у потрошњи код истополних партнера је 25 одсто већа од просечног домаћинства у Сједињеним Државама. Према Универзитету Мериленд, геј мушки партнери у просеку зарађују 10000 долара мање у поређењу са хетеросексуалним мушкарцима. Међутим, партнерке лезбијке добијају око 7000 долара више годишње од хетеросексуалних удатих жена. Дакле, истополни партнери и хетеросексуални партнери су приближно једнаки у погледу потрошачког богатства.
ЛГБТ+ заједница је препозната као један од највећих потрошача у путовањима. Путовања укључују годишња путовања, а понекад и вишеструка годишња путовања. Годишње ЛГБТ+ заједница потроши око 65 милијарди долара на путовања, што укупно чини 10 одсто тржишта путовања Сједињених Држава. Многи уобичајени фактори путовања утичу на одлуке о путовању ЛГБТ, али ако постоји дестинација која је посебно прилагођена ЛГБТ заједници, онда је већа вероватноћа да ће путовати на та места.

### Демографија
Удружења за једнака права је у свом извештају за Србију из 2018. проценило да је пола милиона људи у Србији део ЛГБТ+ заједнице.
У истраживању спроведеном 2012. године, већа је вероватноћа да ће се млађи Американци идентификовати као геј. Статистички подаци настављају да опадају са годинама, јер је код одраслих између 18 и 29 година три пута већа вероватноћа да ће се идентификовати као ЛГБТ у односу на старије од 65 година Ове статистике за ЛГБТ заједницу се узимају у обзир као и код других демографских података да би се пронашли обрасци трендова за одређене производе. Потрошачи који се идентификују као ЛГБТ+ чешће ће се редовно бавити различитим активностима за разлику од оних који се идентификују као хетеросексуалци. Према Community Marketing, Inc, 90 процената лезбијки и 88 процената геј мушкараца ће редовно вечерати са пријатељима. И слично, 31 одсто лезбијки и 50 одсто геј мушкараца ће посетити клуб или бар.
И код куће, вероватноћа да ЛГБТ+ жене имају децу код куће као не-ЛГБТ+ жене је једнака. Међутим, ЛГБТ мушкарци су упола мањи у поређењу са не-ЛГБТ мушкарцима да имају децу код куће. Приходи домаћинства за шеснаест процената ЛГБТ Американаца крећу се изнад 90.000 долара годишње, у поређењу са 21 процентом укупне одрасле популације. Међутим, кључна разлика је у томе што они који се идентификују као ЛГБТ имају мање деце колективно у поређењу са хетеросексуалним партнерима. Још један фактор при руци је да се не-беле ЛГБТ популације и даље суочавају са баријерама у погледу прихода заједно са осталим расним проблемима, тако да ће очекивано зарађивати мање и неће бити тако богате као што се предвиђа.
Анализа Галуповог истраживања показује детаљне процене да је – у периоду од 2012. до 2014. године – градско подручје у САД са највећим процентом ЛГБТ+ заједнице било Сан Франциско, Калифорнија. Следећи по висини били су Портланд, Орегон, и Остин, Тексас.
Истраживање два духа и ЛГБТК+ популације из 2019. у канадском граду Хамилтону, Онтарио, под називом Мапирање празнине: два духа и ЛГБТК+ искуства у Хамилтону показало је да је од 906 испитаника, када је у питању сексуална оријентација, 48,9% идентификовано као бисексуалац/пансексуалац, 21,6% идентификовано као геј, 18,3% идентификовано као лезбијка, 4,9% идентификовано као куеер, а 6,3% идентификовано као други (категорија која се састоји од оних који су навели да су асексуални, хетеросексуални или испитујући, и оних који су дали нема одговора за њихову сексуалну оријентацију).
Истраживање транс и небинарних људи у Канади из 2019. под називом Транс ПУЛСЕ Канада дошло је до резултата да се од 2873 испитаника 13% идентификовало као асексуално, 28% идентификовало као бисексуално, 13% идентификовало као геј, 15% идентификовало као лезбијке, 31% идентификовало као пансексуално, 8% идентификовало као стрејт или хетеросексуално, 4% идентификовало као дводушно, а 9% идентификовало као несигурно или се испитују.

### Маркетинг
Маркетинг према ЛГБТ заједници није увек био стратегија међу оглашивачима. У последње три до четири деценије, Цорпорате Америца је створила тржишну нишу за ЛГБТ заједницу. Три различите фазе дефинишу маркетиншки обрт: 1) избегавање 1980-их, 2) радозналост и страх 1990-их и 3) потера у 2000-им.
Недавно су трговци почели да таргетирају ЛГБТ демографију. Са порастом броја истополних бракова 2014. године, трговци смишљају нове начине да повежу нечију сексуалну оријентацију за производ који се продаје. У настојању да привуку припаднике ЛГБТ заједнице на своје производе, истраживачи тржишта развијају маркетиншке методе које допиру до ових нових породица. Историја оглашавања је показала да су у маркетингу за породицу увек били жена, муж и деца. Али данас то није нужно случај. Могле су бити породице са два оца или две мајке са једним дететом или шесторо деце. Одвајајући се од традиционалног породичног окружења, истраживачи маркетинга примећују потребу да препознају ове различите породичне конфигурације.
Једна област на коју трговци подлежу је стереотипизација ЛГБТ заједнице. Када се пласирају према заједници, они могу своју циљну публику сместити у „алтернативну“ категорију животног стила која на крају „други“ ЛГБТ заједницу. Осетљивост је од значаја када се пласирате према заједници. Када се пласирају према ЛГБТ заједници, оглашивачи поштују исте границе.
Маркетиншки стручњаци такође говоре о ЛГБТ као о јединственој особини која чини појединца. Друге области могу бити циљане заједно са ЛГБТ сегментом, као што су раса, старост, култура и нивои прихода. Познавање потрошача даје овим трговцима моћ.
Упоредо са покушајима да се ангажују са ЛГБТ заједницом, истраживачи су открили родна неслагања међу производима са одговарајућим потрошачима. На пример, геј мушкарац може желети женственији производ, док лезбијка може бити заинтересована за мужевнији производ. Ово не важи за целу ЛГБТ заједницу, али су могућности ових разлика далеко веће. У прошлости се род сматрао фиксним и конгруентним представљањем пола појединца. Сада се разуме да су пол и род течни одвојено. Истраживачи су такође приметили да када се процењују производи, биолошки пол особе је једнако једнако детерминанта као и њихов самопоимање. Као одговор купаца, када је реклама усмерена на њих, вероватније је да ће геј мушкарци и жене имати интересовање за производ. Ово је важан фактор и циљ за трговце јер указује на будућу лојалност производу или бренду.

## Здравље

### Дискриминација и ментално здравље
У студији из 2001. која је испитивала могуће узроке менталних поремећаја код лезбијки, хомосексуалаца и бисексуалних особа, Цоцхран и психолог Вицкие М. Маис, са Универзитета у Калифорнији, истражили су да ли стална дискриминација подстиче анксиозност, депресију и друге проблеме менталног здравља који су повезани са стресом. међу ЛГБ особама. Аутори су пронашли јаке доказе о вези између њих двоје. Тим је упоредио како су 74 ЛГБ и 2.844 хетеросексуалних испитаника оценили животна и свакодневна искуства са дискриминацијом, као што су незапошљавање за посао или ускраћен банкарски кредит, као и осећања уочене дискриминације. ЛГБ испитаници су пријавили веће стопе перципиране дискриминације од хетеросексуалаца у свакој категорији која се односи на дискриминацију, открио је тим. Међутим, док се сматра да су геј омладина изложена већем ризику од самоубиства, преглед литературе објављен у часопису Adolescence наводи: „Бити геј по себи није узрок пораста самоубистава“. Уместо тога, у прегледу се примећује да су налази претходних студија сугерисали да су „...покушаји самоубиства били значајно повезани са психосоцијалним стресорима, укључујући родну неконформност, рану свест о томе да сте геј, виктимизацију, недостатак подршке, напуштање школе, породичне проблеме, покушаји самоубиства познаника, бескућништво, злоупотреба супстанци и други психијатријски поремећаји. Неке од ових стресора доживљавају и хетеросексуални адолесценти, али се показало да су они чешћи међу геј адолесцентима.“ Упркос недавном напретку у правима ЛГБТ особа, геј мушкарци и даље доживљавају високу стопу усамљености и депресије након изласка.

## ЛГБТ мултикултурализам

### Опште
ЛГБТ+ мултикултурализам је различитост унутар ЛГБТ+ (лезбијске, геј, бисексуалне, трансродне) заједнице као репрезентација различитих сексуалних оријентација, родних идентитета — као и различитих етничких, језичких, верских група унутар ЛГБТ заједнице. Истовремено са односом ЛГБТ и мултикултурализма, може се узети у обзир укључивање ЛГБТ заједнице у већи мултикултурални модел, као на пример на универзитетима, такав мултикултурални модел укључује ЛГБТ заједницу заједно и једнаку заступљеност са другим великим мањинским групама као што су нпр. Афроамериканци у Сједињеним Државама.
Ова два покрета имају много тога заједничког у политичком смислу. Обојица се баве толеранцијом према стварним разликама, различитостима, статусом мањине и неважећим вредносним судовима примењеним на различите начине живота.
Истраживачи су идентификовали појаву геј и лезбијских заједница током неколико прогресивних временских периода широм света, укључујући: ренесансу, просветитељство и модерну вестернизацију. У зависности од географске локације, неке од ових заједница су искусиле више противљења свом постојању од других; ипак, почели су да прожимају друштво и друштвено и политички.

### Европски градови у прошлости и садашњости
Градски простори у Европи раног модерног доба били су домаћини обиљу геј активности; међутим, ове сцене су дуго остајале полутајно. Још из 1500-их, градски услови као што су шегртовски радни односи и животни аранжмани, обилна студентска и уметничка активност и хегемонистичке норме у вези са женским друштвеним статусом били су типични за Венецију и Фиренцу у Италији. У овим околностима, многе младе људе отвореног ума привукла су ова градска окружења. Сходно томе, почело је да се дешава обиље истополних интеракција. Многе везе које су тада формиране често су довеле до појаве необавезних романтичних и сексуалних веза, чија се распрострањеност током времена прилично брзо повећавала до тачке у којој су постале сопствена субкултура и заједница. Књижевност и плесна култура постепено су се појавиле на сцени и постале интегрисане упркос трансгресивним друштвеним погледима. Можда најпознатије од њих су лопте Магиц-Цити- а. Амстердам и Лондон су такође препознати као водеће локације за успостављање ЛГБТ заједнице. До 1950-их, ови урбани простори су цветали од геј места као што су барови и јавне сауне где су чланови заједнице могли да се окупљају. Париз и Лондон су били посебно привлачни лезбијској популацији као платформе не само за социјализацију, већ и за образовање. Неколико других урбаних прилика које су важне за ЛГБТ заједницу укључују карневал у Рио де Жанеиру, Бразил, Марди Грас у Сиднеју, Аустралија, као и разне друге параде поноса које се одржавају у већим градовима широм света.
Марко Михаиловић из Београд прајда је у интервјуу из 2021. изјавио да припадници ЛГБТ+ заједнице у Србији слободно живе само у Новом Саду и Београду, док је у другим градовима у Србији мржња према ЛГБТ+ особама висока.

### Урбани простори у Сједињеним Државама
На исти начин на који су ЛГБТ особе користиле градску позадину да се друштвено удруже, могле су да удруже снаге и политички. Овај нови осећај колективитета пружио је донекле сигурносну мрежу за појединце када износе своје захтеве за једнаким правима. Конкретно у Сједињеним Државама, неколико кључних политичких догађаја одиграло се у урбаним контекстима. Неки од њих укључују, али нису ограничени на:
- Индепенденце Халл, Филаделфија - покрет протеста хомосексуалаца и лезбијки 1965. године – активисти предвођени Барбаром Гитингс започели су неке од првих линија за протесте овде. Ови протести су се настављали и гасили све до 1969.[57] Гиттингс је 15 година водио радну групу за хомосексуалце и лезбијке Америчке библиотечке асоцијације.[58]
- Стоунвол ин, у улици Кристофер у Гринвич Вилиџу на Менхетну – родном месту модерног покрета за геј права 1969. године – по први пут, група геј мушкараца и дрег краљица узвратила је полицији током рације на овај мали бар. Локација је сада национална историјска знаменитост САД.[57]
- Улица Кастро, Сан Франциско – место окупљања ЛГБТК људи почевши од 1970-их; ово урбано место било је оаза наде. Дом првог отворено геј изабраног званичника Харвија Милка и легендарног позоришта Кастро, овај градски пејзаж остаје иконичан за ЛГБТ заједницу.[57]
- Градска кућа Кембриџа, Масачусетс – место првог истополног брака у историји САД 2004. Након овог догађаја, покушаји верских група у овој области да га забране су угушени и много више држава се придружило Комонвелту.[57]
- Канцеларија за координацију активности против АИДС-а, Филаделфија – канцеларија која помаже у заустављању ширења ХИВ/АИДС-а, пружањем одговарајућих административних компоненти, директне помоћи и едукације о ХИВ/АИДС-у.[59]

Током и након ових догађаја, субкултура ЛГБТ заједнице почела је да расте и стабилизује се у национални феномен. Геј барови су постајали све популарнији у великим градовима. Нарочито за хомосексуалце, све већи број места за крстарење, јавних купатила и ИМЦА- а у овим урбаним просторима наставља да их поздравља да искусе слободнији начин живота. За лезбијке је то довело до формирања књижевних друштава, приватних друштвених клубова и смештаја за истополне особе. Срж ове изградње заједнице одвијала се у Њујорку и Сан Франциску, али су градови попут Сент Луиса, Лафајет парка у Вашингтону и Чикага брзо следили њихов пример.

### Градови
Градови пружају мноштво врхунских услова који омогућавају бољи индивидуални развој, као и колективно кретање који иначе нису доступни у руралним просторима. Прво и најважније, урбани пејзажи нуде ЛГБТ+ особама боље изгледе да упознају друге ЛГБТ+ особе и формирају мреже и односе. Једна идеална платформа у овом оквиру било је слободно тржиште рада многих капиталистичких друштава које је мамило људе да се одвоје од својих често штетних традиционалних нуклеарних породица како би се запослили у већим градовима. Прелазак у ове просторе пружио им је нову слободу у областима сексуалности, идентитета, али и сродства. Неки истраживачи ово описују као фазу отпора према ограниченим очекивањима нормативности. Урбане ЛГБТ особе су демонстрирале овај потискивање кроз различите медије, укључујући њихов стил облачења, начин на који су разговарали и носили се, и како су изабрали да граде заједницу. Из перспективе друштвених наука, однос града и ЛГБТ заједнице није једносмерна улица. ЛГБТ особе враћају исто толико, ако не и више, у смислу економског доприноса (тј. „ ружичастог новца“), активизма и политике.

## Раскрснице раса
У поређењу са белим ЛГБТ особама, не-беле ЛГБТ особе често доживљавају предрасуде, стереотипе и дискриминацију на основу не само њихове сексуалне оријентације и родног идентитета, већ и на основу расе. Надал и његове колеге расправљају о ЛГБТК особама боје коже и њиховом искуству интерсекционалних микроагресија које циљају на различите аспекте њиховог друштвеног идентитета. Ова негативна искуства и микроагресије могу доћи од цисродних и хетеросексуалних белаца, цисродних и хетеросексуалних појединаца сопствене расе, и од саме ЛГБТ заједнице у којој обично доминирају белци.
Неки не-бели ЛГБТ људи се не осећају пријатно и представљени у ЛГБТ просторима. Свеобухватан и систематски преглед постојеће објављене истраживачке литературе о искуствима не-белих ЛГБТ особа проналази заједничку тему искључености у претежно белим ЛГБТ просторима. Овим просторима обично доминирају беле ЛГБТ особе, промовишу беле и западне вредности и често остављају ЛГБТ појединцима не-беле коже осећај као да морају да бирају између своје расне заједнице или заједнице пола и сексуалне оријентације. Генерално, западно друштво ће често суптилно кодирати „геј” као белца; беле ЛГБТ особе се често виде као лице ЛГБТ културе и вредности.
Тема изласка и откривања нечије сексуалне оријентације и родног идентитета у јавности повезује се са белим вредностима и очекивањима у мејнстрим дискусијама. Тамо где бела западна култура придаје вредност могућностима да се отворено говори о свом идентитету са породицом, једна посебна студија је открила да не-бели ЛГБТ учесници гледају на ћутање своје породице о њиховом идентитету као на подршку и прихватање. На пример, колективистичке културе посматрају процес изласка као породичну ствар, а не као индивидуалну. Штавише, годишњи Национални дан изласка усредсређује беле перспективе као догађај који треба да помогне ЛГБТ особи да се осећа ослобођено и удобно у сопственој кожи. Међутим, за неке не-беле ЛГБТ особе, Национални Цоминг Оут дан се посматра у негативном светлу. У не-белим заједницама, јавно иступање може имати штетне последице, ризикујући њихов лични осећај сигурности, као и породичне и заједничке односе. Беле ЛГБТ особе имају тенденцију да колективно одбацују ове разлике у перспективи када су у питању излазак, што доводи до могуће даље изолације њихове ЛГБТК браће и сестара боја.

## Критика термина
Еленор Формби пише да је појам "ЛГБТ заједнице" проблематичан, јер припадност заједници није дата само зато што људи деле родни или сексуални идентитет. Формби цитира саговорника који је тврдио да „идеја не постоји, то је врста великог мита – помало као да кажете да постоји заједница смеђих очију или заједница плавуша“. Формби тврди да истраживање показује да многе ЛГБТ особе уопште не осећају да постоји права „ЛГБТ заједница“, јер стално доживљавају дискриминацију од других ЛГБТ особа у вези са њиховим годинама, телом, инвалидитетом, етничком припадношћу, вером, ХИВ статусом или перципирана друштвена класа. Формби појашњава да она не предлаже да се потпуно напусти фраза, али да би коришћење „ЛГБТ људи“ било тачније у већини случајева и не би ризиковало отуђење које осећа већ (понекад) маргинализована група људи.